# Keiji Nishitani
Pour les articles homonymes, voir Nishitani.
Keiji Nishitani (dans l’ordre japonais Nishitani Keiji 西谷 啓治 ; né le 27 février 1900, mort le 24 novembre 1990) est un philosophe japonais. Membre de l’École de Kyoto, dont il est le troisième représentant après Hajime Tanabe et Kitarô Nishida,  il a développé une pensée originale sur le bouddhisme, la religion et l’intersubjectivité.
Encore peu connu en France, plusieurs de ses œuvres ont été traduites en anglais ou en allemand. Son œuvre majeure « Qu’est-ce que la religion ? » (1961) est la seule à avoir été traduite en français.

## Vie et parcours académique
Né dans la péninsule de Noto dans la préfecture d'Ishikawa, il s’intéresse de bonne heure à la philosophie, notamment à travers la lecture de La pensée et l’expérience (Shisaku to taiken, 1915) de Nishida Kitarō, originaire de la même région que lui. Après avoir étudié au Premier lycée (Ikkō) à Tokyo, il entre dans le département Philosophie de la faculté de Lettres de l’université de Kyōto où il suit en particulier l’enseignement de Nishida. Il y acheva son cursus par un mémoire sur le philosophe Schelling (1775 - 1854).
Enseignant de philosophie en lycée puis en université de 1924 à 1935, il continue à manifester un intérêt pour la pensée de Schelling, dont il traduit deux ouvrages en japonais. En 1932, il publie « Histoire de la pensée mystique », qui le fera remarquer de ses pairs.
En 1937, il part étudier pour deux ans en Allemagne, à l’université de Fribourg, sous la direction d'Heidegger. En 1942, il participe avec Hideo Kobayashi, Kawakami Tetsurō et Katsuichirō Kamei au débat « Dépasser la modernité » dont l’objectif est d’essayer de repenser la place de la culture japonaise dans l’histoire mondiale. Il obtient un doctorat de philosophie ; sa thèse s’intitule « Prolégomènes à une philosophie de la religion. » En 1943, L’année suivante, il est nommé professeur à l’université de Kyoto.
Son implication active dans la définition du projet impérial lui vaut d’être purgé pendant l’occupation américaine, mais il est réintégré dans ses fonctions en 1952. Il occupe alors la chaire d’histoire des religions (université de Kyoto), puis en 1958, la chaire d’histoire de la philosophie. Il prend sa retraite de l’université de Kyoto en 1963, mais continue à enseigner, notamment à l’université bouddhique Ōtani.
En 1965, il est rédacteur en chef de la revue The Eastern Bouddhist.

## Pensée
Nishitani était un philosophe de la religion qui a combiné les expériences issues de la pratique du bouddhisme zen avec l'existentialisme ainsi que l'approche anthropologique de Martin Buber. 
Nishitani explique que l’expérience qui lui a servi d’inspiration première est celle du nihilisme moderne, qu’il a essayé de mettre en perspective avec la notion de vacuité, si présente dans le bouddhisme. Pour ce faire, il devait relier des concepts appartenant à des domaines culturels fort différents. C’est grâce à sa découverte et sa compréhension des auteurs occidentaux classiques qu’il va redonner une nouvelle lecture des écoles de la pensée bouddhiste japonaise. Ce faisant, Nishitani repense l’être, le mal et surtout, l’idée de religion.

## Travaux

### Ouvrages originaux
- 根源的主体性の哲学 (Philosophie de la subjectivité originaire), Kōbundō, 1940.
- 世界観と国家観 (Vision du monde et vision de la nation), Kōbundō, 1941.
- 神と絶対無 (Dieu et le néant absolu), Kōbundō, 1948.
- ニヒリズム (Le nihilisme), Kōbundō, 1949.
- 宗教と政治と文化 (La religion, la politique et la culture), Hōzōkan, 1949.
- 宗教とは何か (Qu’est-ce que la religion ?), Sōbunsha, 1961.
- 仏教について (Sur le bouddhisme), Hōzōkan, 1982.
- 西田幾多郎 その人と思想 (Nishida Kitarō : l’homme et sa pensée), Chikuma shobō, 1985.
- 禅の立場 (La position du zen), Sōbunsha, 1986.
- 西谷啓治著作集 (Œuvres de Nishitani Keiji), 26 vol., Sôbunsha, 1986-1995.

### Ouvrage traduit en français
- —« Qu’est-ce que la religion ? », chapitre 1er de l’ouvrage  Qu’est-ce que la religion ? , traduit par Bernard Stevens et Takada Tadanori, in Les philosophes de l’École de Kyôto et la théologie, sous la direction de Jacynthe Tremblay, Revue de la Faculté de théologie et de sciences des religions de l’Université de Montréal, volume 20, n°1-2 (2012), pp. 215-270.
- —« Personnalité et impersonnalité dans la religion », chapitre 2 de l’ouvrage « Qu’est-ce que la religion ? », traduit par Bernard Stevens et Takada Tadanori, in « Spinoza, Schelling, Nishitani », Revue Philosophique de la France et de l’étranger, no 2, avril-juin (2014), p. 197-219.
- Qu'est-ce que la religion ?, Paris, Cerf, 2017.

### Articles
- Nishitani Keiji, « Le problème de l’être et la question ontologique », Laval théologique et philosophique, Faculté de philosophie, Université Laval, vol. 64, no 2,‎ 8 août 2008, p. 305-325 (ISSN 1703-8804, DOI 10.7202/019501ar, lire en ligne)
- « Le Zarathoustra de Nietzsche et Maître Eckhart », traduit par Sylvain Isaac, in Les philosophes de l’Ecole de Kyôto et la théologie , sous la direction de Jacynthe Tremblay, Revue de la Faculté de théologie et de sciences des religions de l’Université de Montréal, volume 20, no 1-2 (2012), p. 169-198.

### Littérature secondaire en français

#### Livre
- Bernard Stevens, Le Néant évidé, Louvain, Peeters, 2003.
- Bernard Stevens, Invitation à la philosophie japonaise. Autour de Nishida, Paris, CNRS éditions, 2005.

#### Articles
- James Heisig, Les philosophes du néant: un essai sur l’École de Kyōto, Paris, Les éditions du Cerf, 2008.
- Saitō Takako, « La nature : l'origine de l'homme selon Nishitani Keiji », Japon pluriel, no 7, Arles, Picquier, 2007, p. 263-271.
- Sylvain Isaac, « L’altérité en question chez Nishitani. Au fondement de la relation intersubjective », in Cipango. Cahiers d’Études Japonaises, No 14 , (2007), p. 45-83.
- Sylvain Isaac, « D’Athènes à Fribourg, via Kyôto. L’influence de la philosophie grecque antique et de la philosophie allemande moderne sur Nishitani Keiji », in Les Cahiers Philosophiques de Strasbourg, No 22, (2007), p. 351-369.

- Sylvain Isaac  «  Pour une philosophie qui transcende les frontières : la ‘philosophie japonaise’ selon Nishitani », in J. HEISIG & M. UEHARA (ed), Frontiers of Japanese Philosophy 3 : Origins and Possibilities, Nanzan, Nagoya, (2008), pp. 246-267
- Sylvain Isaac, « La philosophie japonaise en question, suivi de ‘la philosophie japonaise’ par Nishitani Keiji », in Revue philosophique de Louvain, tome 107, n°1, (février 2009), pp.71-99.

- Louis Roy, « Revisiter le nihilisme. Nishitani mis en dialogue avec des penseurs occidentaux », in Les philosophes de l’École de Kyôto et la théologie, sous la direction de Jacynthe Tremblay, Revue de la Faculté de théologie et de sciences des religions de l’Université de Montréal, volume 20, n°1-2 (2012), p. 147-168.
- Bernard Stevens, « Le problème du mal et du péché selon Nishitani »,  in Les philosophes de l’Ecole de Kyôto et la théologie, sous la direction de Jacynthe Tremblay, Revue de la Faculté de théologie et de sciences des religions de l’Université de Montréal, volume 20, n°1-2 (2012), pp. 199-213.
- Vincent Giraud, « La trame augustinienne dans Qu’est-ce que la religion ? de Keiji Nishitani », in Les philosophes de l’Ecole de Kyôto et la théologie, sous la direction de Jacynthe Tremblay, Revue de la Faculté de théologie et de sciences des religions de l’Université de Montréal, volume 20, n°1-2 (2012), pp. 271-296.
- Bernard Stevens, « Une perspective orientale : Nishitani », in Notre nihilisme, Revue Esprit, no 403, (mars-avril 2014), p. 117-123.

## Liens et Ressources
- Le Groupe d’étude de philosophie japonaise (INALCO, Paris) : NISHITANI Keiji (1900-1990)